# FanimeCon
FanimeCon è un'annuale anime convention di quattro giorni che si tiene a maggio presso il San Jose Convention Center di San Jose, California, solitamente durante il weekend del Memorial Day.

## Programma
La convention offre in genere un concorso di AMV, uno stand per gli artisti, concorsi, scacchi di cosplay, balli, sala croupier, sala giochi (anche con console, PC e tavoli), karaoke, incontri, workshop e tanto altro. La convenzione offre una programmazione 24 ore su 24, compresi giochi e video.